# Huétor Tájar
Huétor Tájar er en by og kommune i det sydøstlige Spanien i provinsen Granada. Den har et indbyggertal på 10.653 (2024) indbyggere.